# اکبر محمدی (نوازنده)
اکبر محمدی (زادهٔ ۲۸ مهر ۱۳۳۰) موسیقی‌دان، نوازندهٔ کلارینت و مدرس موسیقی اهل ایران است.

## زندگی هنری
اکبر محمدی در ۲۸ مهر سال ۱۳۳۰ در تهران متولد شد. در سن ۱۲ سالگی به هنرستان موسیقی راه یافت و تحت تعلیم غلامحسین غریب نوازندگی ساز کلارینت را فراگرفت. او پس از اخذ دیپلم هنرستان موسیقی، تحصیلات عالی موسیقی خود را در هنرستان عالی موسیقی تا دریافت مدرک لیسانس پی گرفت. وی در هنرستان عالی، دورهٔ تکمیلی نوازندگی کلارینت را نزد «تئودور رومن» استاد و نوازنده اول ارکستر ورشو سپری کرد و پس از آن در دوره‌های تکمیلی دیگری در کشورهای فرانسه، آلمان و اتریش شرکت کرد و در ادامه از دانشگاه اکونورمال پاریس فارغ‌التحصیل شد.
او در سال ۱۳۵۲ همکاری خود را به عنوان نوازندهٔ کلارینت با ارکستر سمفونیک تهران آغاز کرد و از سال ۱۳۵۷ به عنوان نوازندهٔ اول و سولیست کلارینت همکاری خود را با ارکستر سمفونیک ادامه داد. وی به عنوان تکنواز با رهبرانی چون حشمت سنجری، فریدون ناصری، ایرج صهبایی، منوچهر صهبایی، نصیر حیدریان و توماس کریستین داوید به اجرای برنامه پرداخته‌است. او در سال ۱۳۶۷ به اخذ مدرک درجه یک هنری نائل آمد. در مرداد ۱۳۹۲ در جشنوارهٔ موسیقی مقاومت از اکبر محمدی به همراه چند موسیقی‌دان دیگر تقدیر به عمل آمد.

## فعالیت‌های هنری
برخی از سوابق و فعالیت‌های اکبر محمدی عبارتند از:
تدریس در هنرستان موسیقی (از ۱۳۵۲)، تدریس در هنرستان عالی موسیقی، تدریس در دانشگاه تهران، تدریس در دانشگاه آزاد اسلامی، داوری جشنواره موسیقی فجر، داوری جشنواره موسیقی جوان، دبیری بخش استعدادهای درخشان جشنواره موسیقی فجر، عضویت در خانه موسیقی ایران، اجرا و ضبط آثار آهنگسازانی همچون مرتضی حنانه، حسین دهلوی، فرهاد فخرالدینی، محمدرضا درویشی، حسین علیزاده، فریدون ناصری و …

## آثار هنری
از جمله آثار و آلبوم‌های موسیقی که اکبر محمدی در آن‌ها حضور داشته‌است به موارد زیر می‌توان اشاره کرد:
- «امام علی» به آهنگسازی فرهاد فخرالدینی
- «سوته دلان» به آهنگسازی کامبیز روشن روان و خوانندگی شهرام ناظری
- «نهانخانه دل» به آهنگسازی کامبیز روشن روان و خوانندگی بیژن بیژنی
- «سمفونی فلک و الافلاک» به آهنگسازی کامبیز روشن روان
- «چهار فصل» به آهنگسازی اسماعیل تهرانی و خوانندگی بیژن بیژنی
- «گل به دامن» به آهنگسازی پشنگ کامکار و خوانندگی بیژن بیژنی
- «دلاویزترین» به آهنگسازی محمد سریر و خوانندگی محمد نوری
- «جاودانه با عشق» به آهنگسازی محمد سریر و خوانندگی محمد نوری
- «جلوه‌های ماندگار» به آهنگسازی محمد سریر و خوانندگی محمد نوری
- «دیدار» به آهنگسازی کامبیز روشن روان و خوانندگی محمدرضا ظفرنژاد
- «گبه» به آهنگسازی حسین علیزاده
- «موسم گل» به آهنگسازی محمدرضا درویشی و خوانندگی ایرج بسطامی
- «ظهور» به آهنگسازی اصغر محمدی و خوانندگی ایرج بسطامی
- «ماه غریبستان» به خوانندگی محمد اصفهانی[۱۰]
- «گذشته، حال استمراری» به آهنگسازی کارن همایونفر
- «چشمه مهر» به آهنگسازی کسری صادقی و خوانندگی محسن کرامتی
- «سمفونی اروندرود» به آهنگسازی محمدسعید شریفیان
- «در گلستانه» به آهنگسازی هوشنگ کامکار و خوانندگی شهرام ناظری